# Eparchia di Noril'sk
L'eparchia di Noril'sk (in russo Норильская епархия?) è una diocesi della Chiesa ortodossa russa, appartenente alla metropolia di Krasnojarsk.

## Territorio
L'eparchia comprende la città di Noril'sk e i rajon Tajmyrskij e Turuchanskij nel territorio di Krasnojarsk.
Sede eparchiale è la città di Noril'sk, dove si trova la cattedrale di tutti i dolori.
L'eparca ha il titolo ufficiale di «eparca di Noril'sk e Turuchansk».

## Storia
L'eparchia è stata eretta dal Santo Sinodo della Chiesa ortodossa russa il 30 maggio 2014 ricavandone il territorio dall'eparchia di Enisejsk.